# 関東学院のびのびのば園
関東学院のびのびのば園（かんとうがくいんのびのびのばえん）は、神奈川県横浜市港南区野庭町にあるこども園。学校法人関東学院が設置する、キリスト教系（プロテスタント）の認定こども園である。

## 校訓
- 人になれ
- 奉仕せよ

## 沿革
- 1884年 - 横浜山手64番に横浜バプテスト神学校創立。校長はA.A.ベンネット。
- 1895年 - 東京築地居留地42番に東京中学院創立。院長は渡瀬寅次郎。
- 1889年 - 東京中学院が東京牛込区市谷左内町29番地に移転し、校名を東京学院中等科と改称する。
- 1919年 - 中学関東学院の設立が認可される。
- 1927年 - 財団法人関東学院を組織。
- 1976年 - 関東学院野庭幼稚園が設立。
- 2012年 - こども園になり、関東学院のびのびのば園に改名[1]。神奈川県内の大学が運営する認定こども園としては田園調布学園大学みらいこども園に次いで2例目となった[2]。

## 通学手段など
- 園児の主な通学手段
  - 鉄道：最寄り駅よりバス等
    - 横浜市営地下鉄ブルーライン上永谷駅[3]　より徒歩15分
    - 根岸線港南台駅より横浜市営バス(45系統)乗車。天谷下車。約14分
    - 根岸線洋光台駅より 横浜市営バス(112系統)乗車。天谷下車。約15分
    - 京浜急行上大岡駅より横浜市営バス(51系統)乗車。天谷下車。約15分

## 系列校
- 学校法人関東学院
  - 関東学院大学（横浜市中区、金沢区、小田原市）
  - 関東学院中学校高等学校（横浜市南区）
  - 関東学院六浦中学校・高等学校（横浜市金沢区）
  - 関東学院小学校（横浜市南区）
  - 関東学院六浦小学校（横浜市金沢区）
  - 関東学院六浦こども園（横浜市金沢区）